# Timboektoe (werelderfgoed)
Timboektoe (Tombouctou) is een UNESCO-Werelderfgoed in de gelijknamige gemeente en de gelijknamige regio in Mali. Dit werelderfgoed speelde een belangrijke rol bij het verspreiden van de islam in Afrika. Het getuigt van de vorming van een stad en van haar rol als commercieel, spiritueel en cultureel centrum aan de Sahara-handelsroute. De moskeeën demonstreren de gouden eeuw van intellectueel en spiritueel kapitaal.
Het werelderfgoed bestaat uit de drie grote moskees (grande mosquée) en zestien mausoleums (mausolée) of graven (tombe):
- Moskee van Djingareyber (Djingareyber is een wijk in Timboektoe)
- Moskee van Sankoré (Sankoré is een wijk in Timboektoe)
- Moskee van Sidi Yaya (Sidi Yahia El Tadlissi was een prins)
- Mausoleum van sjeik Sidi Mahmoud Ben Omar Mohamed Aquit
- Graf van sjeik Al Aqib Ben Mahmoud Ben Omar Mohamed Aquit Ben Omar Ben Ali Ben Yahia
- Mausoleum van sjeik Sidi Ahmed Ben Amar Arragadi
- Mausoleum van sjeik Aboul Kassim Attawaty
- Mausoleum van sjeik Sidi Mohamed El Micky
- Mausoleum van sjeik Mohamed Tamba-Tamba
- Mausoleum van sjeik Al Imam Saïd
- Mausoleum van sjeik Al Imam Ismaïl
- Mausoleum van sjeik Sidi Mohamed Boukkou
- Mausoleum van sjeik Sidi El Wafi El Araouani
- Mausoleum van sjeik Mohamed Sankaré le Peulh
- Mausoleum van sjeik Sidi Mokhtar Ben Sidi Mohamed Ben Cheikh Al Kabir Al Kounti
- Mausoleum van sjeik Alpha Moya
- Mausoleum van sjeik Mohamed Aqit
- Graf van sjeik El Hadj Ahmed
- Graf van sjeik Aboul Abbas Ahmed Baba Ben Ahmed Ben El Hadj Ahmed Ben Omar Ben Mohamed Aqit

Klif van Bandiagara · Oude steden van Djenné · Timboektoe · Tombe van Askia